# Kia Combi

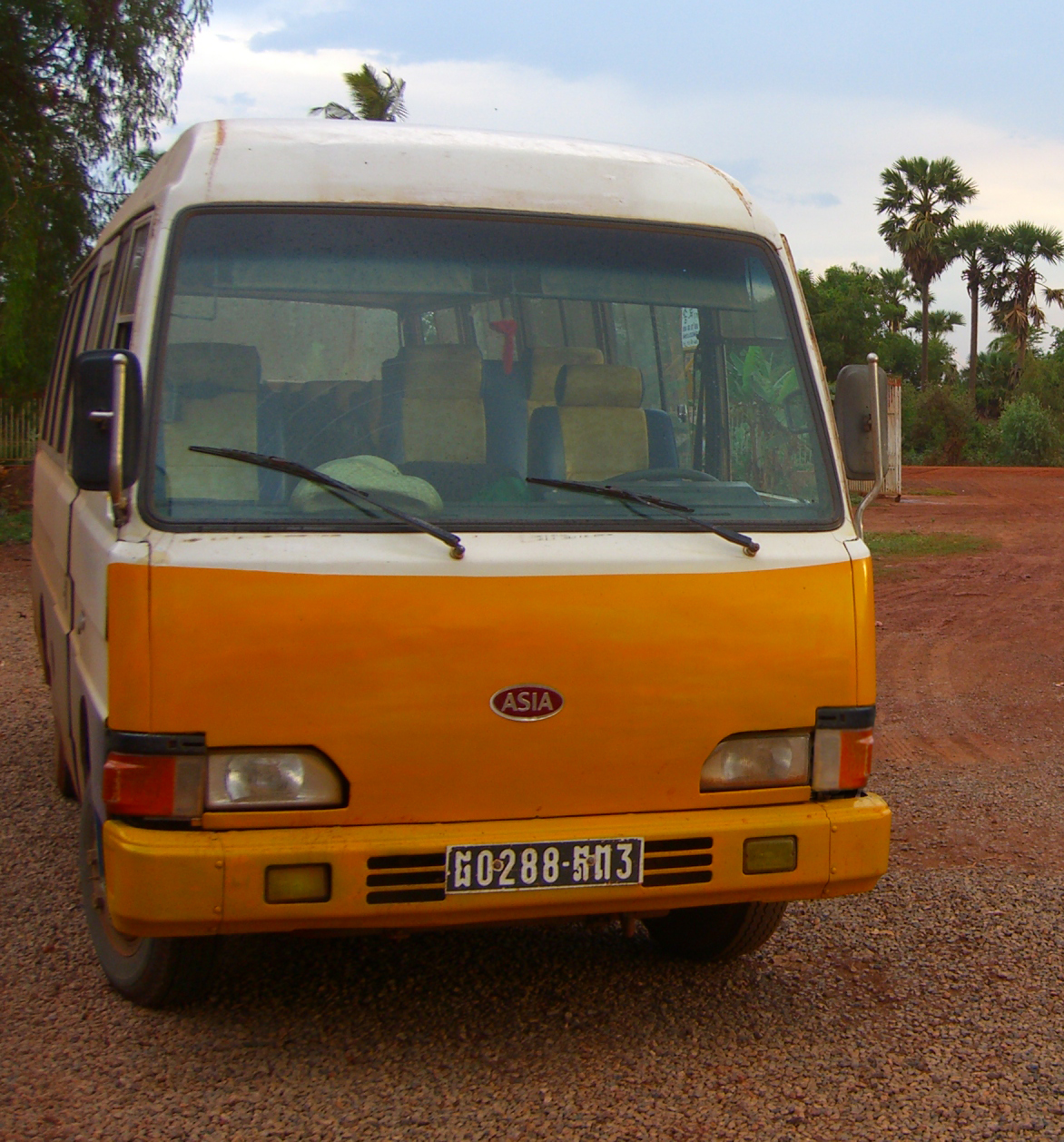

Der Kia Combi, ursprünglich als Asia MotorsCombi vertrieben, war eine Minibus-Serie, die von 1983 bis 2002 von Asia Motors bzw. Kia Motors gebaut wurde. Zum Start der 24-Sitzer Version Asia Motors AM805/807 Combi verfügten die meisten Exemplare über den Mazda z. B. Sechszylinder-Dieselmotor mit 4052 cm³. Dieser Motor leistete 100 PS (74 kW) bei 3.600 Umdrehungen pro Minute. Da Mazda damals Kooperationspartner von Asia/Kia war, basierte das Modell auf dem Mazda Parkway bzw. Mazda Titan. 1990 erfolgte ein Facelift der Front mit neuen Doppelscheinwerfern.
1996, nach dem Ende der Kooperation mit Mazda, schloss Kia einen Liefervertrag mit Hyundai über die Belieferung mit Motoren. Neben einem neu gestalteten Armaturenbrett gab es nun die moderneren kleineren Vierzylinder-Hyundai-Dieselmotoren mit mehr Leistung. Hierbei leistete der 3,3 L D4AL 120 PS (88 kW) und der 3,9 L D4DA 140 PS (103 kW). Nach der Fusion von Kia und Hyundai 1999 verschwand die Asia Sub-Marke bis zum Jahr 2000 und das Modell wurde nun, wie bereits vorher in Exportmärkten, als Kia Power-Combi angeboten. Aufgrund strengerer Abgasvorschriften im Heimatmarkt für 2003 wurde die Produktion des Combi ohne einen Nachfolger am 28. Oktober 2002 eingestellt.